# Cytus Traversův
Cytus Traversův (Cyttus traversi) je paprskoploutvá ryba z čeledi cytusovití (Cyttidae).
Druh byl popsán roku 1872 ichtyologem Frederickem Wollastonem Huttonen.

## Popis a výskyt
Maximální délka ryby je 63 cm.
Tělo zploštělé s ktenoidními šupinami. Mláďata stříbřité barvy s hnědými skvrnami. Dospělí jedinci stříbřitě šedé barvy.
Byla nalezena ve vodách jihovýchodního Atlantiku: Velrybí hřbet, od Kapského Města po Algoaský záliv. Ve vodách Indo-Pacifiku: jižní pobřeží Austrálie a Nového Zélandu.